# Insurrecció islàmica a Nigèria

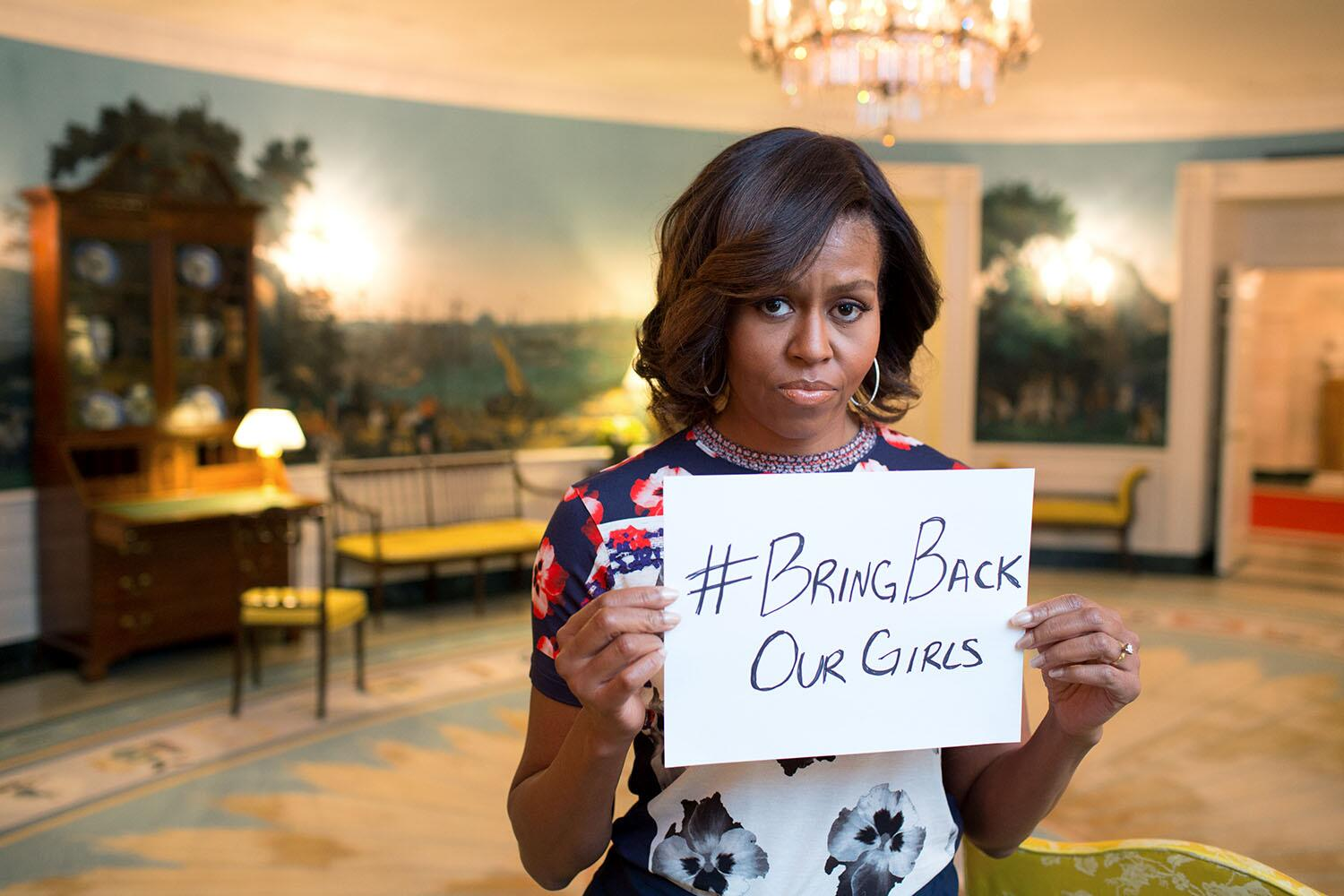
Michelle Obama, primera dama dels EUA, amb el hashtag "#bringbackourgirls". Fotografia publicada el 7 de maig al seu compte twitter per protestar contra el segrest d'escolars a Chibok.

La insurrecció jihadista de Nigèria és el conflicte armat entre grups militars islàmics jihadistes i el govern de Nigèria. Es tracta d'un fenomen social recent que contraposa el fanatisme islàmic i el govern central nigerià, el primer d'aquests actors, pretenent la imposició de la xària a tots els estats de Nigèria i de majoria no musulmana, mentre que el segon dels actors, en pretén la lluita contra, considerant-ne un "avançament nefest de la violència anticristiana".
Segons alguns relats, la violència hauria mort més de 15 mil persones, i diversos milions haurien estat desallotjats per la devastació de ciutats degut als enfrontaments.
D'acord amb un estudi demogràfic sobre religió a Nigèria, els musulmans formen un 50% de la població. La comunitat musulmana resideix principalment al nord del país. La majoria de musulmans de Nigèria són sunnites. Els cristians són el segon grup religiós amb un 48,2% de població estimada. Són predominants al centre i sud del país, mentre que prop de l'1,4% de la població restant segueix altres religions.
El conflicte resideix, doncs, en la voluntat d'imposició de la xària, que ja s'aplica en 12 estats del nord d'ençà el 1999 i 2000. Els darrers anys el conflicte sectari s'ha intensificat.
D'entre els grups que promouen aquesta situació en destaca Boko Haram que controla vint ciutats del nord-est de Nigèria, on hi comet atrocitats vers cristians, segrestant noies i dones, participant, fins i tot, en el comerç d'éssers humans.
Segons que podia explicar l'any 2014 The Washington Post, el govern nigerià estaria perdent el control del nord-est del país i no demostraria una verdadera voluntat de lluitar-hi en contra. Tanmateix, el 2015 segons que n'informa la premsa, l'exèrcit nigerià hauria reprès una bona part de la regió del nord-est del país. Aquest fet transforma el conflicte en un enfrontament entre guerrilles i contra-revolucionaris.
En la guerra l'estat nigerià combat amb Camerun, el Txad i Níger, però rep també suport dels EUA, Benín, el Regne Unit, França, la Xina, l'Iran i Israel. La part contrària rep el suport de l'Estat Islàmic.